# Lijst van spelers van Atalanta Bergamo
Deze lijst omvat voetballers die bij de Italiaanse voetbalclub Atalanta Bergamo spelen of gespeeld hebben. De spelers zijn alfabetisch gerangschikt.

## A
| - Nelson Abeijón - Robert Acquafresca - Adriano (1979) - Adriano (1982) | - Andrea Agostinelli - Demetrio Albertini - Alemão - Amedeo Amadei | - Marco Ambrosio - Nicola Amoruso - Carlo Annovazzi - Angelo Anquilletti | - Roberto Anzolin - Matteo Ardemagni - Luca Ariatti - Vlada Avramov |

## B
| - Amedeo Baldizzone - Luigi Balzarini - Giacomo Banchelli - Gianluca Barba - Costanzo Barcella - Edgar Barreto - Migjen Basha - Adriano Bassetto - Etrit Berisha - Manuel Belleri | - Gianpaolo Bellini - Yohan Benalouane - Antonino Bernardini - Gaudenzio Bernasconi - Daniele Berretta - Ivan Bertuolo - Ottavio Bianchi - Rolando Bianchi - Paolo Bianco - Tebaldo Bigliardi | - Saša Bjelanovic - Luciano Bodini - Aldo Boffi - Bruno Bolchi - Simone Boldini - Davide Bombardini - Walter Bonacina - Giacomo Bonaventura - Ivano Bonetti | - Fulvio Bonomi - Roberto Bordin - Mario Bortolazzi - Diego Bortoluzzi - Nicola Boselli - Giorgio Bresciani - Yuri Breviario - Pierluigi Brivio - Igor Budan |

## C
| - Antonio Cabrini - Nicola Caccia - Giancarlo Cadé - Leopoldo Caimmi - Alex Calderoni - Mattia Caldara - Luisito Campisi - Claudio Caniggia - Michele Canini - Aldo Cantarutti - Daniele Capelli - Massimiliano Cappioli | - Emilio Caprile - Angelo Carbone - Careca - Carlos Carmona - Massimo Carrera - Morris Carrozzieri - Giuseppe Casari - Fabio Caserta - Timothy Castagne - Alberto Cavasin - Flavio Cecconi | - Luis Centi - Fabio Ceravolo - Alessio Cerci - Carlo Ceresoli - Ernesto Chevantón - Vincenzo Chianese - Vicenzo Chiarenza - Lampros Choutos - Kurt Christensen - Luca Cigarini - Karamoko Cissé | - Clerici - Corrado Colombo - Umberto Colombo - Gianni Comandini - Andrea Consigli - Kewullay Conteh - Ferdinando Coppola - Giulio Corsini - Dino da Costa - Costinha - Marco Cozzani - Lennart Czyborra |

## D
| - Antonio d'Agostino - Ousmane Dabo - Samuele Dalla Bona - Diego De Ascentis - Luciano De Paola | - Tiziano De Patre - Marino Defendi - Lucio Dell'Angelo - Luigi Della Rocca - Cristiano Del Grosso - Charles De Ketelaere | - Fabio Depaoli - Gennaro Delvecchio - Berat Djimsiti - Angelo Domenghini - Roberto Donadoni | - Massimo Donati - Cristiano Doni - Piero Dotti - Ljubisa Dundjerski |

## E
| - Alessandro Eleuteri - Urby Emanuelson | - Robert Englaro - Giorgio Enzo | - Vinicio Espinal - Vincenzo Esposito | - Marcelo Estigarribia - Evair |

## F
| - Gianluca Falsini - Pietro Fanna - Andrea Ferrari - Michele Ferri - Fabrizio Ferron | - Roberto Filippi - Alberto Filippini - Daniele Filisetti - Riccardo Fissore | - Sergio Floccari - Paolo Foglio - Alberto Fontana - George Forsyth | - Daniele Fortunato - Trevor Francis - Remo Freuler - Giorgio Frezzolini |

## G
| - Manolo Gabbiadini - Maurizio Gaiardi - Fabio Gallo - Maurizio Ganz - György Garics - Oliviero Garlini | - Daniele Gasparetto - Vincenzo Gasperi - Carmine Gautieri - Matteo Gentili - Gian Piero Ghio | - Michael Girasole - Gleison - Pierluigi Gollini - Alejandro Gómez - Natale Gonnella | - Robin Gosens - Massimo Gotti - Tiberio Guarente - Bengt Gustavsson - Elio Gustinetti |

## H
| - Nicolas Haas - Karl Haage Hansen | - José Oscar Herrera | - Hans Hateboer | - Gerry Hitchens |

## I
| - Andrea Icardi - Josip Iličič - Inácio Piá | - Giampaolo Incerti - Giuseppe Incocciati | - Duccio Innocenti - Filippo Inzaghi | - Simone Inzaghi - Andrea Ivan |

## J
| - Franco Janich | - João Schmidt | - Hans Jeppson |

## K
- Julius Korostelev

## L
| - Sam Lammers - Graziano Landoni - Antonio Langella - Lars Larsson - Miguel Layun | - Andrea Lazzari - Gianluigi Lentini - Gianfranco Leoncini - Bruno Limido - Apostolos Liolidis | - Marko Livaja - Tomas Locatelli - Ugo Locatelli - Andrea Lombardo - Angelo Longoni | - Stefano Lorenzi - Simone Loria - Cristiano Lucarelli - Marzio Lugnan - Gianluca Luppi |

## M
| - Adrian Madaschi - Armando Madonna - Nicola Madonna - Joakim Mæhle - Federico Magallanes - Antonio Maggioni - Sergio Magistrelli - Giorgio Magnocavallo - Oscar Magoni - Marino Magrin - John Maisano - Ayodele Makinwa - Astutillo Malgioglio - Roeslan Malinovski | - Ermanno Malinverni - Andrea Mandorlini - Sergio Manente - Thomas Manfredini - Alessio Manzoni - Rino Marchesi - Gian Pietro Marchetti - Michele Marcolini - Michele Marconi - Giacomo Mari - Amos Mariani - Guido Marilungo - Domenico Marocchino | - Humberto Maschio - Giorgio Mastropasqua - Giuseppe Meazza - Mario Mereghetti - Davide Micillo - Giulio Migliaccio - Luigi Milan - Aurelio Milani - Giuseppe Minaudo - Mauro Minelli - Nicola Mingazzini - Alfonso Mion - Aleksej Mirantsjoek | - Zoran Mirković - Johan Mojica - Emiliano Mondonico - Paolo Montero - Marco Monti - Riccardo Montolivo - Domenico Morfeo - Adelio Moro - Marco Motta - Luis Muriel - Zlatan Muslimović - Massimo Mutarelli - Bortolo Mutti |

## N
| - Marco Nappi - Cesare Natali | - Nicolo Nicolosi | - Flemming Nielsen | - Bertil Nordahl |

## O
| - Rinaldo Olivieri - François Omam-Biyik | - Pierluigi Orlandini | - Massimo Orlando | - Pablo Osvaldo |

## P
| - Marco Pacione - Simone Padoin - Antonio Paganin - Massimo Paganin - Biagio Pagano - José Luis Palomino - Andrea Pansera - Michele Paolucci - Francesco Parravicini | - Mario Pašalić - Simone Pavan - Cristiano Pavone - Giampaolo Pazzini - Ivan Pelizzoli - Maximiliano Pellegrino - Federico Peluso - Marino Perani | - Luca Percassi - Joakim Persson - Jan Peters - Leonardo Pettinari - Giovanni Piacentini - Cristiano Piccini - Mario Piga - Alex Pinardi | - Davide Pinato - Pierluigi Pizzaballa - Gianvito Plasmati - Sergio Porrini - Marcello Possenti - Cesare Prandelli - Domenico Progna - Robert Prytz |

## R
| - Ivan Radovanović - Cristian Raimondi - Roberto Rambaudi - Poul Rasmussen - Pierre Regonesi | - Alessandro Rinaldi - Claudio Rivalta - Antonio Rizzolo - Leonardo Rodríguez - Cristian Romero | - Pierluigi Ronzon - Marten de Roon - Francesco Rossi - Fausto Rossini - Stefano Rossini | - Battista Rota - Orlando Rozzoni - Francesco Ruopolo - Mario Russo - Fabio Rustico |

## S
| - Giovanni Sacco - Luigi Sala - Aminu Sani - Mohamed Sarr - Luca Saudati - Giampaolo Saurini | - Franck Sauzée - Giuseppe Savoldi - Cristiano Scapolo - Gaetano Scirea - Davide Sinigaglia - Sebastiano Siviglia | - Vlado Šmit - Leandro Soares - Roberto Solda - Andrea Soncin - Jörgen Leschly Sörensen - Marco Sportiello | - Benedetto Stella - Mariano Stendardo - Massimo Storgato - Glenn Strömberg - Boško Šutalo |

## T
| - Alessio Tacchinardi - Massimo Taibi - Leonardo Talamonti - Carlo Taldo | - Roberto Tavola - Ernesto Terra - Christian Tiboni - Simone Tiribocchi | - Fernando Tissone - Paolo Todeschini - Rafael Tolói | - Sandro Tovalieri - Paolo Tramezzani - Magnus Troest |

## V
| - Jaime Valdés - Mauro Valentini - Enrico Vella | - Nicola Ventola - Claudio Vertova - William Viali | - Christian Vieri - Angelo Villa - Jozsef Viola | - Sergio Volpi - Davor Vugrinec |

## Z
| - Riccardo Zampagna - Marco Zanchi - Paolo Zanetti | - Nicola Zanini - Francesco Zanoncelli - Duván Zapata | - Luciano Zauri - Simone Zaza - Cristian Zenoni | - Damiano Zenoni - Giuseppe Zibetti |